# ۴۵۳ (میلادی)
۴۵۳ (میلادی) چهارصد و پنجاه و سومین سال تقویم میلادی است.

## درگذشتگان
‎